# Elecciones municipales de San Martín de 2022
Las elecciones municipales de San Martín de 2022 se llevaron a cabo el 2 de octubre de 2022 para elegir al alcalde y al Concejo Provincial de San Martín para el periodo 2023-2026. La elección se celebró simultáneamente con elecciones regionales y municipales (provinciales y distritales) en todo el Perú.

## Sistema electoral
La Municipalidad Provincial de San Martín es el órgano administrativo y de gobierno de la provincia de San Martín. Está compuesta por el alcalde y el Concejo Provincial.
La votación del alcalde y el concejo se realiza en base al sufragio universal, que comprende a todos los ciudadanos nacionales mayores de dieciocho años, empadronados y residentes en la provincia de San Martín y en pleno goce de sus derechos políticos, así como a los ciudadanos no nacionales residentes y empadronados en la provincia de San Martín. No hay reelección inmediata de alcaldes.
El Concejo Provincial de San Martín está compuesto por 11 regidores elegidos por sufragio directo para un período de cuatro (4) años, en forma conjunta con la elección del alcalde (quien lo preside). La votación es por lista cerrada y bloqueada. Se asigna a la lista ganadora los escaños según el método d'Hondt o la mitad más uno, lo que más le favorezca.

## Composición del Concejo Provincial de San Martín
La siguiente tabla muestra la composición del Concejo Provincial de San Martín antes de las elecciones.
| Partidos | Partidos                 | Regidores |
| -------- | ------------------------ | --------- |
|          | Acción Popular           | 7         |
|          | Alianza para el Progreso | 3         |
|          | Nueva Amazonía           | 1         |

## Elecciones internas
Los partidos políticos realizaron la convocatoria a elecciones internas (15–22 de enero de 2022) para definir a los candidatos de sus organizaciones en listas cerradas y bloqueadas. Se someten a elección las candidaturas a:
- Alcaldía Provincial de San Martín (1 candidatura).
- Concejo Provincial de San Martín (11 candidaturas).
- Alcaldías distritales de San Martín (13 candidaturas).
- Concejos distritales de San Martín (69 candidaturas).

Existen dos modalidades para la organización de las elecciones internas:
- Modalidad de elección directa: con voto universal, libre, voluntario, igual, directo y secreto de los afiliados. Fue la modalidad utilizada por Acción Popular,[5] Alianza para el Progreso,[6] Acción Regional,[7] Somos Perú,[8] Unión Regional[7] y el Partido Morado.[9] Las elecciones se realizaron el 15 de mayo de 2022.
- Modalidad de delegados: a través de delegados previamente elegidos mediante voto universal, libre, voluntario, igual, directo y secreto de los afiliados. Fue la modalidad utilizada por Fuerza Popular,[10] Avanza País,[11] Podemos Perú[12] y Renovación Popular[13] Las elecciones se realizaron el 22 de mayo de 2022.

## Partidos y candidatos
A continuación se muestra una lista de los principales partidos y alianzas electorales que participan en las elecciones:
| Candidatura | Candidatura | Partidos y alianzas                    | Candidatos | Candidatos                  | Ideología                                                           | Resultado previo | Resultado previo | Ref.   |
| Candidatura | Candidatura | Partidos y alianzas                    | Candidatos | Candidatos                  | Ideología                                                           | Votos (%)        | Reg.             | Ref.   |
| ----------- | ----------- | -------------------------------------- | ---------- | --------------------------- | ------------------------------------------------------------------- | ---------------- | ---------------- | ------ |
|             | AP          | Lista - Acción Popular (AP)            |            | Manuel Aguilar Zamora       | Partido atrapalotodo                                                | 30.17%           | 7                | [ 14 ] |
|             | APP         | Lista - Alianza para el Progreso (APP) |            | Mariquita Reátegui Alvarado | Liberalismo económico Conservadurismo liberal Populismo de derecha  | 27.74%           | 3                | [ 14 ] |
|             | FP          | Lista - Fuerza Popular (FP)            |            | Betty Torrico Zavaleta      | Fujimorismo Conservadurismo social Populismo de derecha             | 6.49%            | 0                | [ 14 ] |
|             | AR          | Lista - Acción Regional (AR)           |            | Carlos Rubio Gomes          | Regionalismo sanmartinense                                          | 4.65%            | 0                | [ 14 ] |
|             | SP          | Lista - Somos Perú (SP)                |            | Lluni Perea Pinedo          | Democracia cristiana Conservadurismo social                         | Nuevo            | Nuevo            | [ 15 ] |
|             | AvP         | Lista - Avanza País (AvP)              |            | Juan García Ramírez         | Conservadurismo liberal Liberalismo clásico                         | Nuevo            | Nuevo            | [ 14 ] |
|             | PM          | Lista - Partido Morado (PM)            |            | Froy Torres Delgado         | Centrismo Republicanismo Progresismo                                | Nuevo            | Nuevo            | [ 14 ] |
|             | RP          | Lista - Renovación Popular (RP)        |            | María Salinas de la Rosa    | Ultraconservadurismo Fundamentalismo cristiano Populismo de derecha | Nuevo            | Nuevo            | [ 14 ] |
|             | UR          | Lista - Unión Regional (UR)            |            | Lleshi Encinas Rojas        | Regionalismo sanmartinense                                          | Nuevo            | Nuevo            | [ 14 ] |

## Sondeos de opinión
Las siguientes tablas enumeran las estimaciones de la intención de voto en orden cronológico inverso, mostrando las más recientes primero y utilizando las fechas en las que se realizó el trabajo de campo de la encuesta. Cuando se desconocen las fechas del trabajo de campo, se proporciona la fecha de publicación.
Leyenda:
     Sondeo realizado en el periodo de prohibición legal de la difusión de sondeos de intención de voto.

### Intención de voto
La siguiente tabla enumera las estimaciones ponderadas (sin incluir votos en blanco y nulos) de la intención de voto.
| Encuestadora/Medio             | Fecha             | Muestra | Lluni Perea | Juan García | Manuel Aguilar | Mariquita Reátegui | Carlos Rubio | María Salinas | Lleshi Encinas | Dif. |  |  |  |  |
| ------------------------------ | ----------------- | ------- | ----------- | ----------- | -------------- | ------------------ | ------------ | ------------- | -------------- | ---- |  |  |  |  |
| Encuestadora/Medio             | Fecha             | Muestra |             |             |                |                    |              |               |                |      |  |  |  |  |
| Elecciones municipales de 2022 | 2 oct 2022        | —       | 31.4        | 24.5        | 16.8           | 13.0               | 5.5          | 3.5           | 3.0            | 6.9  |  |  |  |  |
|                                |                   |         |             |             |                |                    |              |               |                |      |  |  |  |  |
| Ipsos Perú/América             | 2 oct 2022        | ?       | 27.9        | 26.1        | 19.2           | 11.7               | –            | –             | –              | 1.8  |  |  |  |  |
| Ipsos Perú/América             | 2 oct 2022        | ?       | 29.3        | 27.3        | 23.5           | 7.8                | –            | –             | –              | 2.0  |  |  |  |  |
| Klambp                         | 17–21 sep 2022    | 138     | 12.2        | 36.6        | 22.0           | 13.8               | 9.0          | 4.0           | 2.5            | 14.6 |  |  |  |  |
| Klambp                         | 30 jun–6 jul 2022 | 62      | 13.1        | 32.6        | 17.4           | 10.9               | 6.5          | 4.3           | 8.8            | 15.2 |  |  |  |  |

### Preferencias de voto
La siguiente tabla enumera las preferencias de voto en bruto (incluyendo blancos, viciados y sin respuesta) y no ponderadas.
| Encuestadora/Medio             | Fecha             | Muestra | Lluni Perea | Juan García | Manuel Aguilar | Mariquita Reátegui | Carlos Rubio | María Salinas | Lleshi Encinas | B/V  | NS/NO | Dif. |  |  |  |  |
| ------------------------------ | ----------------- | ------- | ----------- | ----------- | -------------- | ------------------ | ------------ | ------------- | -------------- | ---- | ----- | ---- |  |  |  |  |
| Encuestadora/Medio             | Fecha             | Muestra |             |             |                |                    |              |               |                |      |       |      |  |  |  |  |
| Elecciones municipales de 2022 | 2 oct 2022        | —       | 26.9        | 21.0        | 14.4           | 11.1               | 4.7          | 3.0           | 2.6            | 14.5 | –     | 9.3  |  |  |  |  |
|                                |                   |         |             |             |                |                    |              |               |                |      |       |      |  |  |  |  |
| Klambp                         | 17–21 sep 2022    | 138     | 10.9        | 32.6        | 19.6           | 12.3               | 8.0          | 3.6           | 2.2            | –    | 10.9  | 13.0 |  |  |  |  |
| Klambp                         | 30 jun–6 jul 2022 | 62      | 9.7         | 24.2        | 12.9           | 8.1                | 4.8          | 3.2           | 6.5            | –    | 25.8  | 11.3 |  |  |  |  |

## Resultados

### Sumario general
|                        |                                |              |              |              |           |           |
| Partidos y coaliciones | Partidos y coaliciones         | Voto popular | Voto popular | Voto popular | Regidores | Regidores |
| Partidos y coaliciones | Partidos y coaliciones         | Votos        | %            | +/−          | Total     | +/−       |
|                        | Somos Perú (SP)                | 32,277       | 31.43        | n/a          | 7         | +7        |
|                        | Avanza País (AvP)              | 25,208       | 24.55        | Nuevo        | 2         | +2        |
|                        | Acción Popular (AP)            | 17,258       | 16.81        | –13.36       | 1         | –6        |
|                        | Alianza para el Progreso (APP) | 13,328       | 12.98        | –14.76       | 1         | –2        |
|                        | Acción Regional (AR)           | 5,690        | 5.54         | +0.89        | 0         | ±0        |
|                        | Renovación Popular (RP)        | 3,573        | 3.48         | Nuevo        | 0         | ±0        |
|                        | Unión Regional (UR)            | 3,095        | 3.01         | Nuevo        | 0         | ±0        |
|                        | Partido Morado (PM)            | 1,235        | 1.20         | Nuevo        | 0         | ±0        |
|                        | Fuerza Popular (FP)            | 1,017        | 1.00         | –5.49        | 0         | ±0        |
|                        |                                |              |              |              |           |           |
| Total                  | Total                          | 102,681      |              |              | 11        | ±0        |
|                        |                                |              |              |              |           |           |
| Votos válidos          | Votos válidos                  | 102,681      | 85.45        | +3.30        |           |           |
| Votos en blanco        | Votos en blanco                | 7,921        | 6.59         | –1.18        |           |           |
| Votos nulos            | Votos nulos                    | 9,560        | 7.96         | –2.12        |           |           |
| Votos emitidos         | Votos emitidos                 | 120,162      | 79.42        | –1.40        |           |           |
| Abstenciones           | Abstenciones                   | 31,133       | 20.58        | +1.40        |           |           |
| Votantes registrados   | Votantes registrados           | 151,295      |              |              |           |           |
|                        |                                |              |              |              |           |           |
| Fuente:                |                                |              |              |              |           |           |

### Concejo Provincial de San Martín
| Cargo                              | Autoridad electa            | Partido político | Partido político         |
| ---------------------------------- | --------------------------- | ---------------- | ------------------------ |
| Alcaldesa Provincial de San Martín | Lluni Perea Pinedo          |                  | Somos Perú               |
| Regidora Provincial de San Martín  | Blanca Gómez Cueva          |                  | Somos Perú               |
| Regidor Provincial de San Martín   | Joao Alfaro Soriano         |                  | Somos Perú               |
| Regidora Provincial de San Martín  | Kelly Tucto Guevara         |                  | Somos Perú               |
| Regidor Provincial de San Martín   | Kevin Salas García          |                  | Somos Perú               |
| Regidor Provincial de San Martín   | Segundo Panduro Satalaya    |                  | Somos Perú               |
| Regidor Provincial de San Martín   | Xiomi Dávila Saavedra       |                  | Somos Perú               |
| Regidor Provincial de San Martín   | Kristofer Sánchez Lazo      |                  | Somos Perú               |
| Regidor Provincial de San Martín   | Gilber Escudero Saavedra    |                  | Avanza País              |
| Regidora Provincial de San Martín  | Adela Wilson Cachay         |                  | Avanza País              |
| Regidor Provincial de San Martín   | Juan Rocha Díaz             |                  | Acción Popular           |
| Regidor Provincial de San Martín   | Ricardo del Castillo Ibáñez |                  | Alianza para el Progreso |

## Elecciones municipales distritales

### Sumario general
| Partidos y coaliciones | Partidos y coaliciones         | Voto popular | Voto popular | Voto popular | Alcaldías | Alcaldías |
| Partidos y coaliciones | Partidos y coaliciones         | Votos        | %            | +/−          | Total     | +/−       |
| ---------------------- | ------------------------------ | ------------ | ------------ | ------------ | --------- | --------- |
|                        | Somos Perú (SP)                | 18,978       | 31.78        | +28.00       | 6         | +6        |
|                        | Avanza País (AvP)              | 11,270       | 18.87        | Nuevo        | 3         | +3        |
|                        | Alianza para el Progreso (APP) | 11,219       | 18.79        | +5.64        | 2         | ±0        |
|                        | Acción Popular (AP)            | 7,040        | 11.79        | –17.55       | 2         | –2        |
|                        | Renovación Popular (RP)        | 3,168        | 5.31         | Nuevo        | 0         | ±0        |
|                        | Acción Regional (AR)           | 2,810        | 4.71         | –0.85        | 0         | ±0        |
|                        | Unión Regional (UR)            | 2,174        | 3.64         | Nuevo        | 0         | ±0        |
|                        | Nueva Amazonía (NA)            | 1,591        | 2.66         | –7.19        | 0         | –3        |
|                        | Podemos Perú (PP)              | 694          | 1.16         | Nuevo        | 0         | ±0        |
|                        | Juntos por el Perú (JP)        | 352          | 0.59         | Nuevo        | 0         | ±0        |
|                        | Partido Morado (PM)            | 268          | 0.45         | Nuevo        | 0         | ±0        |
|                        | Frente de la Esperanza (FE)    | 152          | 0.25         | Nuevo        | 0         | ±0        |
|                        |                                |              |              |              |           |           |
| Total                  | Total                          | 59,716       |              |              | 13        | ±0        |
|                        |                                |              |              |              |           |           |
| Votos válidos          | Votos válidos                  | 59,716       | 85.50        | +3.27        |           |           |
| Votos en blanco        | Votos en blanco                | 5,548        | 7.94         | –2.01        |           |           |
| Votos nulos            | Votos nulos                    | 4,582        | 6.56         | –1.25        |           |           |
| Votos emitidos         | Votos emitidos                 | 69,846       | 80.07        | –1.02        |           |           |
| Abstenciones           | Abstenciones                   | 17,382       | 19.93        | +1.02        |           |           |
| Votantes registrados   | Votantes registrados           | 87,228       |              |              |           |           |
|                        |                                |              |              |              |           |           |
| Fuente:                |                                |              |              |              |           |           |

### Resultados por distrito
La siguiente tabla enumera el control de los distritos de la provincia de San Martín. El cambio de mando de una organización política se resalta del color de ese partido.
| Distrito             | Alcalde(sa) titular      | Partido político | Partido político         | Alcalde(sa) electo(a)       | Partido político | Partido político         |
| -------------------- | ------------------------ | ---------------- | ------------------------ | --------------------------- | ---------------- | ------------------------ |
| Alberto Leveau       | Aniel Gonzales Ushiñahua |                  | Acción Popular           | Daniel Ushiñahua Ramírez    |                  | Somos Perú               |
| Cacatachi            | Edgard Cotrina Vásquez   |                  | Partido Aprista Peruano  | Hermán Flores Villacorta    |                  | Somos Perú               |
| Chazuta              | Fernando Díaz Vela       |                  | Acción Popular           | Walter Sangama Saurin       |                  | Alianza para el Progreso |
| Chipurana            | Mary García Mendoza      |                  | Nueva Amazonía           | Isaac Apagüeño Tuanama      |                  | Avanza País              |
| El Porvenir          | Marino Mera Arrascue     |                  | Nueva Amazonía           | Anthoni Barrera Isuiza      |                  | Acción Popular           |
| Huimbayoc            | Geyner Silva Macedo      |                  | Fuerza Popular           | Leonardo Chujandama Gaviria |                  | Alianza para el Progreso |
| Juan Guerra          | Víctor Flores Paredes    |                  | Alianza para el Progreso | José Lazo Arce              |                  | Somos Perú               |
| La Banda de Shilcayo | José del Águila García   |                  | Acción Popular           | Alberto Hildebrandt Pinedo  |                  | Somos Perú               |
| Morales              | Hugo Meléndez Rengifo    |                  | MAS San Martín           | Rufino Pinedo Meléndez      |                  | Somos Perú               |
| Papaplaya            | Zoila Sangama Sinti      |                  | Acción Popular           | Raúl Juro Medina            |                  | Avanza País              |
| San Antonio          | Marbely Reátegui Cueva   |                  | Nueva Amazonía           | Roque Piña Amasifuen        |                  | Avanza País              |
| Sauce                | Jorge Delgado Segura     |                  | Vamos Perú               | José del Águila García      |                  | Acción Popular           |
| Shapaja              | Segundo Ríos Arévalo     |                  | Alianza para el Progreso | Lucio Gonzales Amacifuen    |                  | Somos Perú               |